# La Asunción
La Asunción es la ciudad capital del Estado Nueva Esparta, ubicada en la Isla de Margarita, Venezuela. En 2023, La Asunción contaba con una población de 33 309 habitantes aproximadamente, según el censo del Instituto Nacional de Estadísticas (INE).
Distancias desde La Asunción: 39 kilómetros; a Porlamar, 30 kilómetros; a San Juan Bautista, 23 kilómetros.

## Historia
La ciudad fue fundada por Pedro González Cervantes de Albornoz en el año 1562 y durante su historia fue nombrada de diferentes maneras como: Villa del Espíritu Santo, Valle de Santa Lucía y La Margarita hasta quedar oficialmente nombrada como La Asunción.
La Asunción fue una importante plaza en la lucha por la independencia venezolana y además durante su historia fue una población importante. Haciendo que más de una vez la misma fuese atacada por piratas y corsarios.

## Ciudades hermanas
- Los Roques, Venezuela
- Cartagena de Indias, Colombia
- San Andrés, Colombia
- Punto Fijo, Venezuela